# Döhren-Wülfel
Döhren-Wülfel, Stadtbezirk Döhren-Wülfel - okręg administracyjny w Hanowerze, w Niemczech, w kraju związkowym Dolna Saksonia. Liczy 33 593 mieszkańców. W jego skład wchodzi sześć dzielnic (Stadtteil).

## Rozwój populacji

Wykres przedstawia rozwój populacji w powiecie Döhren-Wülfel od 1 stycznia 2005 roku.